# فينانسيو كوستا
فينانسيو كوستا (بالإسبانية: Venancio Costa)‏ (23 أغسطس 1967 - ) هو لاعب كرة طائرة إسبانيا. شارك في الألعاب الأولمبية الصيفية 1992.

## وصلات خارجية
- فينانسيو كوستا على موقع عالم الكرة الطائرة (الإنجليزية)
- فينانسيو كوستا على موقع أوليمبيديا (الإنجليزية)